# Hallabro
Hallabro – miejscowość (tätort) w Szwecji, w regionie administracyjnym (län) Blekinge, w gminie Ronneby.
Według danych Szwedzkiego Urzędu Statystycznego liczba ludności wyniosła: 261 (31 grudnia 2015), 269 (31 grudnia 2018) i 251 (31 grudnia 2019).